# مارلين راموس
مارلين راموس (بالإنجليزية: Marilyn Ramos)‏ هي متسابقة ملكة الجمال جنوب أفريقية، ولدت في 16 فبراير 1991 في كليركسدورب ‏ في جنوب أفريقيا.